# Town 'n' Country
Town 'n' Country es un lugar designado por el censo ubicado en el condado de Hillsborough en el estado estadounidense de Florida. En el Censo de 2010 tenía una población de 78.442 habitantes y una densidad poblacional de 1.254,83 personas por km².

## Geografía
Town 'n' Country se encuentra ubicado en las coordenadas 28°0′37″N 82°34′38″O / 28.01028, -82.57722. Según la Oficina del Censo de los Estados Unidos, Town 'n' Country tiene una superficie total de 62.51 km², de la cual 57.27 km² corresponden a tierra firme y (8.39%) 5.24 km² es agua.

## Demografía
Según el censo de 2010, había 78.442 personas residiendo en Town 'n' Country. La densidad de población era de 1.254,83 hab./km². De los 78.442 habitantes, Town 'n' Country estaba compuesto por el 75.97% blancos, el 9.67% eran afroamericanos, el 0.45% eran amerindios, el 4.08% eran asiáticos, el 0.07% eran isleños del Pacífico, el 6.06% eran de otras razas y el 3.7% pertenecían a dos o más razas. Del total de la población el 43.83% eran hispanos o latinos de cualquier raza.